# Arthur Deicke
Arthur Oskar Deicke (* 18. Januar 1882 in Altena; † 9. März 1958 in München) war ein deutscher Konstrukteur von Motoren, Motorrädern, Schnellbooten und Flugzeugen.
Arthur Deicke wurde als Sohn des Korbmachers Emil Deicke (1849–1887) und Clara Ida Deicke geb. Weissbach (1859–1931) geboren. Sein bedeutendstes Werk war die ADM 11, ein Einsitzer-Flugzeug, das bei einer Reisegeschwindigkeit von 90 km/h einen Benzinverbrauch von 6 Litern auf 100 km benötigte. Es war das erste Flugzeug mit geschlossener Kanzel. Deickes Nachlass wird im Deutschen Museum in München verwahrt.
Seit 1929 war der Protestant Arthur Deicke mit Johanna Maria Deicke geb. Oehrlein verheiratet.